# Aurora Sampedro Piñeiro
Aurora Sampedro Piñeiro, (San Pedro de Benquerencia (Barreiros), 15 de enero de 1913- 23 de septiembre de 1996)  fue una química de origen gallego.

## Trayectoria

### Formación
Hija del comerciante maragato de Villalibre de Somoza, Francisco Sampedro Fuente (apodado 'O Mornelo'), y de la mariñana Antonia Piñeiro Moreda,  fue una estudiante destacada. Estudió las primeras letras en Barreiros en una escuela financiada por indianos e hizo el Bachillerato por libre en el Instituto de Lugo.
Se trasladó a Madrid en 1930, residiendo en la Residencia de Señoritas  (institución que emulaba a la Residencia de Estudiantes) acabando sus estudios medios en el Instituto Cervantes. Allí terminó la licenciatura, estudiando Ciencias Químicas en la Universidad Complutense entre 1932 y 1936 . La guerra civil le hizo abandonar sus estudios, que finalizó con matrícula de honor en la Universidad de Oviedo en 1941. Se doctoró el 16 de febrero de 1948 en la Universidad Complutense con la tesis Los oligoelementos en alimentos españoles de origen animal,  tras realizar sus investigaciones en el Instituto Español de Fisiología y Bioquímica, Antonio de Gregorio Rocasolano, del Consejo Superior de Investigaciones Científicas y en la línea que comenzaba en aquél tiempo, de atención a los oligoelementos en los alimentos, y que luego daría lugar a la diversidad de complementos alimenticios en boga desde el último tercio del siglo XX.

### Desarrollo profesional
Adelantada a su tiempo, abrió nuevos caminos en la ciencia y el empoderamiento femenino. En 1948 opositó a cátedras de Física y Química, siendo docente durante una temporada en el occidente de Asturias (Boal, Vegadeo), y Madrid. En 1954, por oposición, se incorporó como doctora en ciencias químicas al laboratorio central de RENFE, pasando a ser subjefa de división. Dedicaría el resto de su vida laboral a dicho puesto.
En 1961 fue becada por la Fundación Juan March, realizando investigaciones en la sección de Radioquímica de la Universidad Complutense sobre análisis espectroquímicos .   Fruto de ese período de investigación son cuatro publicaciones suyas sobre el análisis espectroquímico de aleaciones de plomo - antimonio - estaño, la determinación de impurezas, la determinación de constituyentes menores y el control espectroquímico en la fabricación de baterías eléctricas .
Su muerte se produjo por un accidente de coche en 1996, cuando regresaba a su residencia desde la playa de Benquerencia.

### Nombramientos y distinciones
En 1977 fue nombrada "Corresponsal de Ciencias Experimentales" por la Real Academia de Doctores.
En 2023, el profesor Manuel Rivero Pérez impulsó su nombramiento como hija predilecta del concejo de Barreiros e hija adoptiva de Luyego. Así mismo fue propuesta para serle dedicado el Día de la Ciencia en Galicia.